# 등축 투영법

입방체를 등축 투영법으로 그린 모습. 모든 모서리의 길이가 같으며, 경계의 모습은 완벽한 6각형을 이루고 있다.

등축 투영법은 투영법의 일종이다. 엄밀하게는 축측 투영법으로 분류한다. 이는 3차원 물체를 평면 상에 표현하기 위한 방법의 일종으로, x, y, z 세 좌표축이 서로 이루는 각도가 모두 같거나 120도를 이루는 특성을 가진다. 물체의 면을 정사도법으로 봤을 때, 물체에 대해서 수직 축으로 +/- 45°를 회전시킨 다음, 이어서 수평 축으로 약 +/- 35.264° [= arcsin(tan(30°))] 회전시킨 것과 같다.
등축 투영법은 정육면체를 위쪽 모서리에서 반대쪽 모서리를 향해서 보는 것과 같다. x 좌표축은 대각선으로 아래-오른쪽, y 좌표축은 대각선으로 아래-왼쪽, z 좌표축은 윗쪽을 향하며, 세 축을 그리면 각각이 서로 120°를 이룬다.
등축 투영법은 제도 분야에서 주로 쓰이는 투영법 중 하나이며, 컴퓨터 게임 분야에서 복잡한 3D 계산을 하지 않고 2D 그래픽만으로도 3차원 환경을 쉽게 표현할 수 있는 장점 때문에 많은 게임에서 쓰여 왔다. 하지만 원근감을 고려하지 않는 등축 투영법의 특성상 착시 현상을 일으키기도 쉽다는 단점이 있다.